# گوک‌کویو (قره‌عیسی‌لی)
گوک‌کویو (به ترکی استانبولی: Gökkuyu) یک منطقهٔ مسکونی در ترکیه است که در کارایسالی واقع شده‌است.